# Шелецький сільський округ
Шеле́цький сільський округ (каз. Шелек ауылдық округі, рос. Шелекский сельский округ) — адміністративна одиниця у складі Єнбекшиказахського району Алматинської області Казахстану. Адміністративний центр — село Шелек.
Населення — 30141 особа (2021; 27760 у 2009, 23635 у 1999, 26285 у 1989).
Станом на 1989 рік існувала Чиліцька сільська рада (села Авангард, Торгай, Чилік) колишнього Чиліцького району.

## Склад
До складу округу входять такі населені пункти:
| Населений пункт  | Населення, осіб (1989) | Населення, осіб (1999) | Населення, осіб (2009) | Населення, осіб (2021) |
| ---------------- | ---------------------- | ---------------------- | ---------------------- | ---------------------- |
| Майське, село    | 719                    | 768                    | 883                    | 1016                   |
| Тургайбаза, село | 410                    | 164                    | 189                    | 93                     |
| Шелек, село      | 25156                  | 22703                  | 26688                  | 29032                  |